# وزارة الأسرة والعمل والسياسة الاجتماعية (بولندا)
وزارة الأسرة والعمل والسياسة الاجتماعية في جمهورية بولندا هي وزارة في حكومة بولندا تأسست في عام 2005 لإدارة القضايا المتعلقة بالعمل والسياسة الاجتماعية في بولندا. تم تسميتها وزارة العمل والسياسة الاجتماعية حتى أواخر عام 2015 عندما تم تغيير اسمها إلى وزارة الأسرة والعمل والسياسة الاجتماعية.

## وصلات خارجية
- وزارة العمل والسياسة الاجتماعية لجمهورية بولندا